# Michele Merkin
Michele Merkin (San Francisco, 25 giugno 1975) è una conduttrice televisiva, modella e attrice statunitense.

## Biografia
Nel suo paese è nota anche come ospite di programmi TV. In Italia ha interpretato una parte nel film Selvaggi del 1995.

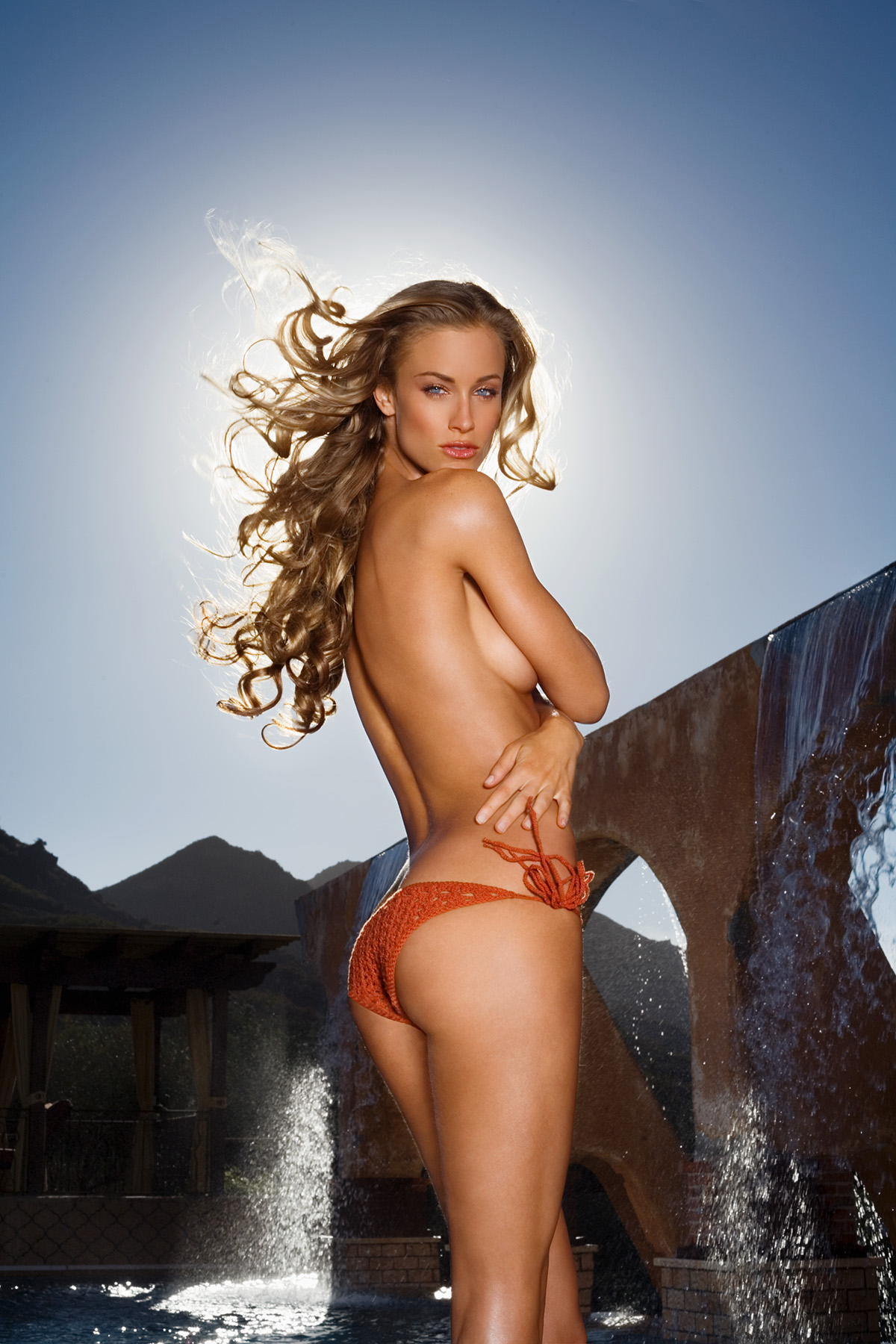
Michele Merkin (foto del 2006)

## Filmografia

### Cinema
- Selvaggi, regia di Carlo Vanzina (1995)
- Complice la notte (One Night Stand), regia di Mike Figgis (1997)
- Il fantastico mondo di Aladino (A Kid in Aladdin's Palace), regia di Robert L. Levy (1997)
- Hide N' Seek, regia di Todd Fossey – cortometraggio (1998)

### Televisione
- Big Playstation Saturday – programma TV (2003)
- TBS Movie Extra – serie TV (2004)
- Foody Call – programma TV (2005)
- Live & Loud Fridays – serie TV (2009)
- Amore in sciopero (Wedding Wars) – serie TV (2011)

## Agenzie
- NEXT Management